# 2 Dywizja Pancerna (ZSRR)

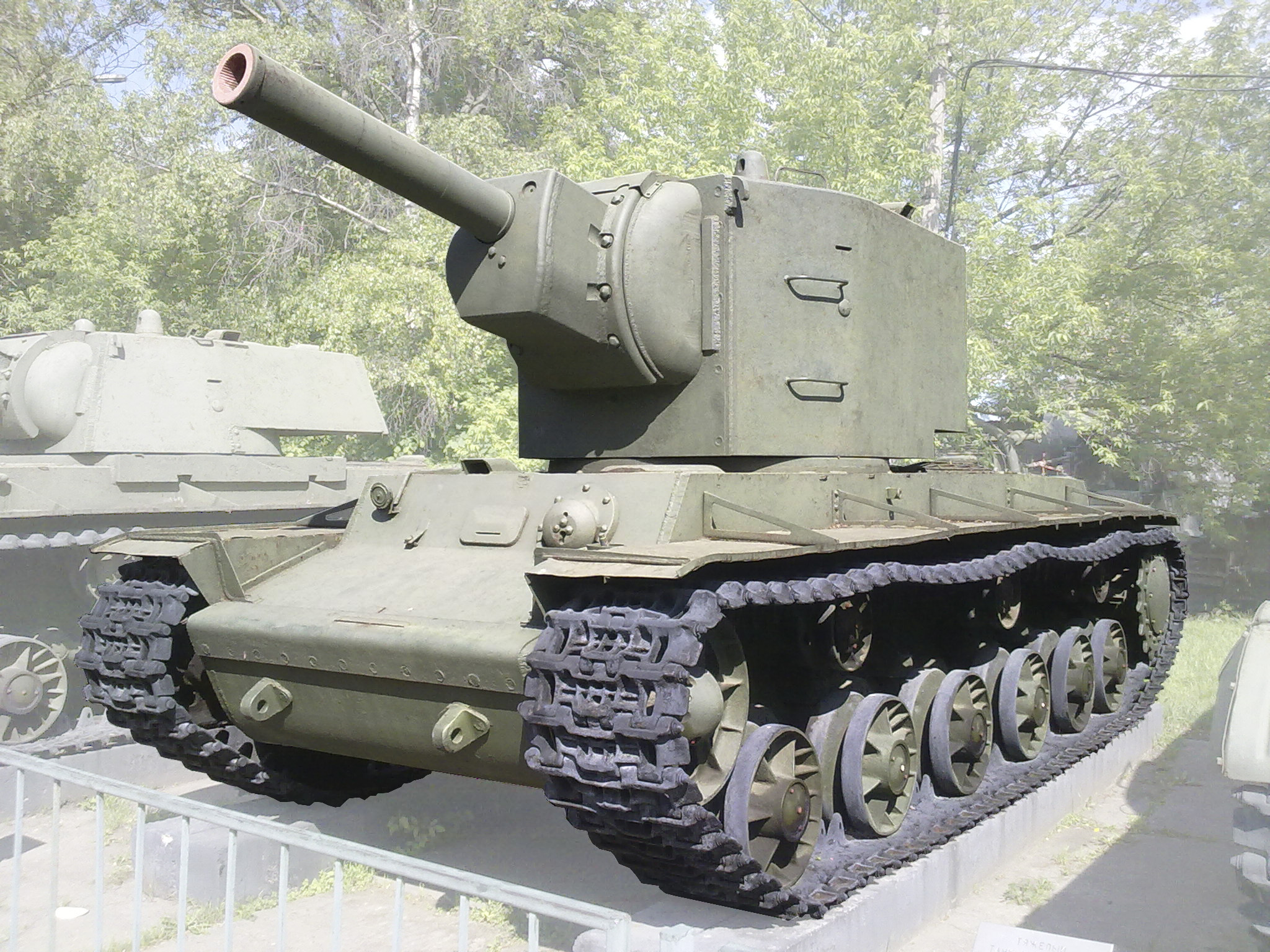
KW-2, tego typu czołgi w trakcie bitwy pod Rosieniami wywołały strach i szok wśród Niemców

2 Dywizja Pancerna (ros. 2-я танковая дивизия) – radziecka dywizja pancerna z  okresu II wojny światowej.

## Formowanie i walki
2 Dywizja Pancerna (2 DPanc.) sformowana została w 1940 na bazie 7 Dywizja Kawalerii. W dniu ataku wojsk III Rzeszy i jej satelitów na Związek Radziecki dowodzona była przez gen. Solankina i wchodziła w skład 3 Korpusu Zmechanizowanego. Na wyposażeniu miała sześć typów czołgów, w tym: 32 szt. KW-1, 19 szt. KW-2, i 50 szt. T-34.
W czasie bitwy pod Skaudwile walczyła przeciw 6 Dywizji Pancernej. Zdobywała przewagę ze względu na posiadanie czołgów KW, których Niemcy nie mogli zniszczyć posiadaną na tym odcinku frontu bronią. To spowodowało, że do czołgów KW strzelano nawet z haubic. Dowództwo niemieckie zadecydowało aby do pomocy 6 DPanc. ściągnąć 1 Dywizję Pancerną. Podczas walk 2 DPanc. Solankina zniszczyła około 40 czołgów i  40 dział niemieckich. Sama również poniosła duże straty, a braki amunicji i paliwa przyczyniły się do jej klęski. Dowodzący 2 DPanc. gen. mjr Jegor Solankin poległ 26 czerwca 1941 w czasie walk pod Rosieniami.
Rozwiązanie 2 DPanc. nastąpiło 16 lipca 1941.

## Dowódcy dywizji
- gen. mjr Siemion Kriwoszein,
- gen. mjr Jegor Solankin[5].

## Struktura organizacyjna
- 3 pułk czołgów,
- 4 pułk czołgów,
- 2 pułk piechoty zmotoryzowanej,
- 2 pułk artylerii.